# Malanquilla
Malanquilla – gmina w Hiszpanii, w prowincji Saragossa, w Aragonii, o powierzchni 36,63 km². W 2011 roku gmina liczyła 123 mieszkańców.